# Поздняя Тан
Династия Поздняя Тан (Хоу Тан) — недолговечная династия, правившая с 923 по 936 г., вторая из пяти династий периода Пяти династий и десяти царств. Она также была первой из трех последовательных династий, основанных тюрками-шато. На пике своего могущества она контролировала бо́льшую часть Северного Китая.

## Основание династии
Со времени падения династии Тан в 907 г. продолжалось противостояние между сменившей Тан династией Поздняя Лян и царством Цзинь, основанным Ли Кэюном в нынешней провинции Шаньси. Это противостояние не прекратилось и со смертью Ли Кэюна. Его сын Ли Цуньсюй продолжал расширение территории Цзинь за счет владений Поздней Лян. Союз, заключенный Ли Кэюном с могущественными киданями, которые, так же как и тюрки-шато, были кочевым народом Великой Степи, сыграл существенную роль в конечной победе тюрок-шато.
Ли Цуньсюй сверг династию Поздняя Лян в 923 г. и провозгласил себя императором династии Поздняя Тан, которую он рассматривал как «восстановленную Тан». Одним из элементов этого восстановления стал перенос столицы в бывшую восточную столицу Тан город Лоян.

## Правление
Как и остальные династии периода Пяти династий, Поздняя Тан просуществовала очень недолго — всего тринадцать лет. Сам Ли Цуньсюй был убит всего через три года после прихода к власти, в 926 г., во время мятежа одного из военачальников.
Ему наследовал Ли Сыюань, приемный сын Ли Кэюна, при котором испортились отношения с киданями. Оставшиеся годы правления династии были отмечены внутренней борьбой, которая закончилась её свержением в 936 г., когда Ши Цзинтан, зять Ли Сыюаня, тоже тюрок-шато, поднял восстание и основал династию Поздняя Цзинь.

## Территория
Династия Поздняя Тан контролировала значительно бо́льшую территорию, чем предшествующая династия Поздняя Лян. Она подчинила себе все северокитайские владения Поздней Лян в дополнение к своей первоначальной территории в Шаньси. Кроме того, её контроль распространялся на территории вокруг Пекина и в провинции Шэньси, не полностью подчинявшиеся Поздней Лян. Высшей точкой расширения Поздней Тан стал 925 г., когда было завоевано царство Ранняя Шу в нынешней Сычуани. Однако, когда власть Поздней Тан стала приходить в упадок, на его месте возникло царство Поздняя Шу (в 935 г., за год до падения самой династии).

## Наследие Поздней Тан
Значение Поздней Тан в китайской истории неизмеримо выше, чем можно заключить из её непродолжительного тринадцатилетнего правления. Впервые со времён сяньбийского нашествия значительная часть исконно китайских земель оказалась под властью иноземных правителей. Это была первая из трех династий тюрок-шато, предтеча ряда более могущественных династий последующих эпох, известных под собирательным названием «династии завоевателей».

## Императоры Поздней Тан
| Храмовое имя                         | Посмертное имя                   | Личное имя                  | Годы правления | Девиз правления и годы                                               |
| ------------------------------------ | -------------------------------- | --------------------------- | -------------- | -------------------------------------------------------------------- |
| Исторически используется: личное имя |                                  |                             |                |                                                                      |
| Чжуан-цзун 莊宗 Zhuāngzōng           | слишком сложно, не употребляется | Ли Цуньсюй 李存勗 Lǐ Cúnxù  | 923—926        | - Тунгуан (同光 Tóngguāng) 923—926                                   |
| Мин-цзун 明宗 Míngzōng               | слишком сложно, не употребляется | Ли Сыюань 李嗣源 / 李亶     | 926—933        | - Тяньчэн (天成 Tiānchéng) 926—930 - Чансин (長興 Chángxīng) 930—933 |
| отсутствует                          | Минь-ди 閔帝 Mǐndì               | Ли Цунхоу 李從厚 Lǐ Cónghòu | 933—934        | - Иншунь (應順 Yìngshùn) 933—934                                     |
| отсутствует                          | Мо-ди 末帝 Mòdì                  | Ли Цункэ 李從珂 Lǐ Cóngkē   | 934—936        | - Цинтай (清泰 Qīngtaì) 934—936                                      |